# November 2.
November 2. az év 306. (szökőévben 307.) napja a Gergely-naptár szerint. Az évből még 59 nap van hátra.
Névnapok: Achillesz + Achilles, Ahillész, Aténa, Aténé, Athena, Atina, Bató, Batu, Batus, Rátold, Tóbiás, Viktor, Vitéz

## Események
- 676 – Róma püspökének szentelik fel Donusz pápát.
- 743 – V. Konstantin a Bizánci Birodalom császára lesz második alkalommal.
- 1297 – III. András magyar király feleségének, Ágnes királynénak ajándékozza a Csák Mátétól visszafoglalt Pozsony vármegyét, annak összes váraival, falvaival és a vámjövedelmekkel együtt.
- 1389 – IX. Bonifác pápa trónra lép.
- 1503 – Kolumbusz Kristóf felfedezi Panamát, melyet Portobello-nak nevez el.
- 1598 – Sikertelenül fejezódik be Buda 1598. évi ostroma, Mátyás főherceg a rosszra fordult idő miatt elvonul seregével téli szállásra.
- 1657 – Török fenyegetés hatására az erdélyi rendek lemondatják a fejedelmi trónról II. Rákóczi Györgyöt, helyébe Rhédey Ferencet választják.
- 1705 – Megindul a második dunántúli hadjárat.
- 1765 – Mária Terézia magyar királynő Erdélyt nagyfejedelemséggé nyilvánítja.
- 1889 – Észak-Dakota lesz az Amerikai Egyesült Államok 39., Dél-Dakota pedig a 40. tagállama
- 1903 – Megjelenik a londoni Daily Mirror első száma.
- 1914 – Az első világháborúban Nagy-Britannia hadműveleti területnek nyilvánítja és elaknásítja az Északi-tengert.
- 1917 – Az Amerikai Egyesült Államok elismeri Japán privilégiumát Kína felett („Lansing-Ishii megállapodás”); a brit Balfour-nyilatkozat nyilvánossá tétele.
- 1930 – Hailé Szelassziét Etiópia császárává koronázzák.
- 1938 – Az első bécsi döntés, Csehszlovákia magyarlakta területeinek Magyarországhoz csatolásáról. (Lásd müncheni egyezmény).
- 1938 – Az első bécsi döntés kihirdetésének éjszakáján a nagycétényiek demonstrációt tartottak és másnap reggelre elűzték a csehszlovák hatalom helyi képviselőit. Külön tragédiájuk hogy a falu a következő év márciusi területcserékig nem kerülhetett vissza Magyarországhoz.
- 1939 – A Szovjetunió a Lengyelországtól elfoglalt területeket bekebelezi („Nyugat-Ukrajna” és „Nyugat-Belorusszia” néven).
- 1942 – Bernard Montgomery brit tábornagy győzelme El Alameinnél Rommel német tábornagy csapatai felett (második világháború).
- 1944 – Az auschwitzi koncentrációs táborban elkezdődik a foglyok gázkamrákban való elpusztítása.
- 1944 – Kb. 2300 civil személyt gyűjt össze és hurcol el a szovjet Vörös Hadsereg Nyíregyházáról szovjetunióbeli lágerekbe.[1]
- 1945 – Az ENSZ tagja lesz Costa Rica és Libéria.
- 1948 – Harry S. Truman lesz az Amerikai Egyesült Államok 33. elnöke.
- 1953 – Pakisztánban iszlám forradalom tör ki.
- 1956
  - Kádár János Münnich Ferenccel Moszkvában több kommunista ország állami és pártvezetőivel tárgyal a magyarországi helyzetről.
  - Megérkezik Nagy Imre magyar miniszterelnök segélykérése az ENSZ Biztonsági Tanácsába.
  - Tito és Hruscsov tárgyalásai az isztriai partoknál lévő Brioni-szigeten a magyar helyzetről.
  - Izrael elfoglalja a Gázai övezetet.
- 1962
  - John Fitzgerald Kennedy amerikai elnök hivatalosan bejelenteti, hogy a Szovjetunió megkezdte a Kubába telepített rakétái leszerelését.
  - Felavatják a Kab-hegyi televízióadót.
- 1976
  - Jimmy Cartert választják az Amerikai Egyesült Államok 39.  elnökévé.
  - Az indiai képviselőház, alkotmánymódosítás útján, diktatórikus teljhatalommal ruházza fel Indira Gandhi miniszterelnöknőt.
- 1977 – A Fekete-tengerben (Törökországnál) felfedezik a világ legnagyobb urántelepét.
- 1978 – Győrben felavatják a Kisfaludy Színház (jelenlegi nevén Győri Nemzeti Színház) új, 700 fős befogadóképességű épületét
- 1982 – Ronald Reagan amerikai elnök törvényt írt alá szövetségi ünnep létrehozásáról Martin Luther King tiszteletére.
- 1988 – Izraelben újraválasztják Jichák Sámír miniszterelnököt.
- 1989 – A magyar kormány november 3-ától november 20-áig felfüggeszti a turista valutaellátmány folyósítását, és új, szigorúbb devizaellátási rendszert vezet be (a lakossági valutaellátmány 4 évre max. 300 dollár lesz).
- 1991 – Csecsenföld kimondja elszakadását a Szovjetuniótól, és kikiáltja függetlenségét.
- 1998 – Buenos Airesben 180 ország részvételével ENSZ-konferencia kezdődik az üvegházhatás káros következményeinek csökkentése érdekében.
- 2000 – Megérkezik a Nemzetközi Űrállomásra az első állandó személyzet, és azóta is folyamatosan laknak a fedélzetén.
- 2001 – A Bush elnök kormányzata szigorú pénzügyi szankciókat vezet be a Hamász, a Hezbollah és 20 más, terroristának bélyegzett csoport ellen.
- 2002
  - Kuvait betiltja az al-Dzsazíra arab hírtelevízió adásait, az objektivitás hiányára hivatkozva.
  - A Stardust amerikai űrszonda fényképeket készít az Annefrank kisbolygóról.
- 2012 – Elindul a TV2-csoport új kábelcsatornája, a Super TV2.

## Sportesemények
Formula–1
- 2008 –  brazil nagydíj, Interlagos - Győztes: Felipe Massa  (Ferrari)
- 2014 –  amerikai nagydíj, Austin - Győztes: Lewis Hamilton   (Mercedes)

## Születések
- 1699 – Jean-Baptiste Siméon Chardin francia festőművész  († 1779)
- 1755 – Marie Antoinette osztrák főhercegnő, francia királyné, XVI. Lajos király felesége († 1793)
- 1766 – Joseph Wenzel Radetzky gróf, osztrák császári tábornagy († 1858)
- 1767 – Eduárd kenti és strathearni herceg III. György brit király negyedik, legfiatalabb fia és Viktória brit királynő apja († 1820)
- 1785 – Lotaringiai-Habsburg Károly osztrák főherceg, hercegprímás, esztergomi érsek  († 1809)
- 1795 – James Knox Polk az Amerikai Egyesült Államok 11. elnöke, hivatalban 1845–1849-ig († 1849)
- 1815 – George Boole angol matematikus († 1864)
- 1816 – Cserkuthi József  magyar piarista rendi tanár († 1864)
- 1827 – Paul de Lagarde német orientalista († 1891)
- 1830 – Divald Károly magyar fényképész, a magyar fényképészet úttörője († 1897)
- 1844 – V. Mehmed az Oszmán Birodalom 36. szultánja († 1918)
- 1859 – Alekszandr Vasziljevics Szamszonov orosz katonatiszt, a 2. orosz hadsereg parancsnoka az első világháborúban († 1914)
- 1865 – Warren G. Harding  az Amerikai Egyesült Államok 29. elnöke, hivatalban 1921–1923-ig († 1923)
- 1874 – Prónay Pál magyar honvédtiszt, különítményes († 1946 körül)
- 1883 – Lénárt János magyar ügyvéd, hódmezővásárhelyi városi politikus, országgyűlési képviselő († 1954)
- 1890 – Terescsényi György magyar író, költő  († 1965)
- 1890 – Németh Gyula Kossuth-díjas magyar nyelvtudós, turkológus, akadémikus  († 1976)
- 1892 – Ábrahám Pál magyar zeneszerző, karmester  († 1960)
- 1893 – Battista Pininfarina (er. Giambattista Farina) olasz sportkocsitervező és -építő († 1966)
- 1893 – Byssz Róbert magyar festő, karikaturista, grafikus, újságíró († 1961)
- 1900 – Gegesi Kiss Pál orvos, gyermekgyógyász, gyermekpszichológus, az MTA tagja († 1993)
- 1902 – Illyés Gyula Kossuth-, József Attila- és Baumgarten-díjas magyar író, költő, műfordító, akadémikus († 1983)
- 1906 – Luchino Visconti olasz film-, színház-, operarendező († 1976)
- 1909 – Bosko Milenkovic jugoszláv autóversenyző († 1955)
- 1911 – Odiszéasz Elítisz Irodalmi Nobel-díjas görög költő († 1996)
- 1913 – Burt Lancaster Oscar-díjas amerikai színész († 1994)
- 1914 – Bite Pál magyar kémikus, egyetemi oktató († 1989)
- 1914 – Illés György kétszeres Kossuth-díjas magyar operatőr († 2006)
- 1914 – Kónya Lajos kétszeres Kossuth-díjas magyar költő  († 1972)
- 1916 – Eric Glasby (Eric Edward Glasby) rodéz autóversenyző († 1998)
- 1917 – Ann Rutherford kanadai-amerikai színésznő († 2012)
- 1918 – Terták Elemér magyar műkorcsolyázó, sportvezető († 1999)
- 1922 – Sebők György Liszt Ferenc-díjas magyar zongoraművész  († 1999)
- 1932 – Gábor Pál Balázs Béla-díjas filmrendező, érdemes művész († 1987)
- 1932 – Melvin Schwartz Nobel-díjas amerikai fizikus († 2006)
- 1942 – Stefanie Powers (sz. Stefania Federkiewicz) amerikai színésznő
- 1944 – Patrice Chéreau francia színész (Danton), filmrendező („A Nibelung gyűrűje”, Bayreuthban) († 2013)
- 1944 – Keith Emerson brit zenész, az Emerson, Lake & Palmer alapítója († 2016)
- 1946 – Alan Jones ausztrál autóversenyző, a Formula–1 egyszeres világbajnoka (1980)
- 1946 – Görgényi István magyar vízilabdázó, edző
- 1947 – Harrach Péter teológus, politikus, az Országgyűlés alelnöke
- 1948 – Huták Antal korábbi nemzetközi magyar labdarúgó, játékvezető († 2022)
- 1955 – Frajt Edit magyar színésznő
- 1962 – Mireille Delunsch francia operaénekesnő, szoprán
- 1965 – Sáhruh Khán indiai színész
- 1966 – David Schwimmer amerikai színész, producer, rendező
- 1973 – Samir Barač horvát vízilabdázó
- 1973 – Szatmári Csaba magyar labdarúgó (Debreceni VSC)
- 1974 – Stéphane Sarrazin francia autóversenyző
- 1977 – Randy Harrison, amerikai színész
- 1977 – Leon Taylor, olimpiai ezüstérmes brit műugró
- 1978 – Farkas Balázs magyar labdarúgó, jelenleg az FC Felcsút játékosa
- 1979 – Silvio Smalun német műkorcsolyázó
- 1983 – Razvan Selariu román tornász
- 1988 – Julia Görges német teniszező
- 1988 – Mihajil Milehin orosz jégkorongozó[2]
- 1988 – Berkes Bence magyar szinkronszínész
- 1990 – Kendall Schmidt amerikai színész, énekes
- 1991 – Sztarenki Dóra magyar színésznő, táncművész
- 2009 – Kai Rooney angol labdarúgó

## Halálozások
- 1083 – Flandriai Matilda angol királyné (* ?)
- 1717 – Johann Jakob Walther német hegedűművész, zeneszerző (* 1650)
- 1799 – Andrássy Antal rozsnyói püspök (* 1742)
- 1816 – Gheorghe Șincai román történész, nyelvész, költő, az erdélyi iskola képviselője (* 1754)
- 1845 – Bakody József  magyar orvos (* 1792)
- 1854 – Anton Pann aromán zenetanító, zeneszerző (* 1797)
- 1862 – Báthory Gábor  magyar református lelkész (* 1798)
- 1917 – Holló Barnabás magyar szobrászművész (* 1865)
- 1948 – Szemere Béla sebész, főorvos, országgyűlési képviselő (* 1874)
- 1950 – George Bernard Shaw Irodalmi Nobel-díjas angol író (* 1856)
- 1963 – Ngô Đình Diệm vietnámi politikus, 1955 és 1963 között Dél-Vietnám elnöke  (* 1901)
- 1966 – Mississippi John Hurt amerikai blues-gitáros (* 1892)
- 1971 – Szenthegyi István magyar zenekritikus, zenei szakíró (* 1907)
- 1975 – Pier Paolo Pasolini olasz filmrendező (* 1922)
- 1976 – Szilágyi Domokos erdélyi magyar költő, író, irodalomtörténész, műfordító (* 1938)
- 1984 – Fáry István magyar-amerikai matematikus (* 1922)
- 1989 – Ronyecz Mária Jászai Mari-díjas magyar színésznő (* 1944)
- 2001 – Németh Aladár Munkácsy Mihály-díjas magyar iparművész, érdemes művész (* 1931)
- 2001 – Réber László magyar grafikusművész, illusztrátor (* 1920)
- 2002 – Morvay Judit magyar néprajzkutató (* 1923)
- 2007 – Don Freeland (Donald Freeland) amerikai autóversenyző (* 1925)
- 2007 – Kósa Sándor katonatiszt, okleveles katonai vezető (* 1967)
- 2011 – Weninger Richárd hárfás, karmester és zenepedagógus (* 1934)
- 2012 – Rózsás János magyar író (* 1926)
- 2024 – Szörényi Szabolcs Kossuth-díjas magyar énekes, basszusgitáros, zeneszerző, az Illés és Fonográf tagja (* 1943)

## Nemzeti ünnepek, emléknapok, világnapok
→Sablonvita:Ünnepek/11-02:
- halottak napja, az elhunytakról való megemlékezés napja[3]
- a függetlenség napja Panamában[4]